# Recoules-d'Aubrac
Recoules-d'Aubrac è un comune francese di 240 abitanti situato nel dipartimento della Lozère nella regione dell'Occitania.

## Società

### Evoluzione demografica
Abitanti censiti